# Кенкер, Дебора
Дебора Кенкер (англ. Deborah Koenker, род. 1949, Чикаго) — междисциплинарная художница. Её искусство инсталляции исследует социальные и феминистские темы с использованием широкого спектра медиасредств. В настоящее время её интересует ряд вопросов, таких как социальная справедливость. Она также является писателем и куратором.

## Карьера
Дебора Кенкер родилась в 1949 году в Чикаго. После того, как Дебора получила степень бакалавра в Калифорнийском университете в Санта-Барбаре в 1971 году, она училась в аспирантуре Школы искусств Святого Мартина в Лондоне, Англия (1972–1973), а затем в 1973 году переехала в Ванкувер, где в 1975 году она стала одним из основателей Общества печати Маласпина, совместной художественной студии, и его первым директором. Её ранняя практика была эстетически ориентированной на объекты, это гравюры и скульптура, превратившиеся в искусство инсталляции, которое она нашла увлекательным, потому что при его создании она работала с пространством и не могла предсказать результат. Она вернулась в школу искусств в 1985 году и получила степень магистра искусств в Клермонтском университете, Клермонт, Калифорния. В 1992 году она оставила свою объектно-ориентированную работу.

## Выставки
В течение последних трёх десятилетий Кенкер выставляла гравюры, рисунки, скульптуры и смешанные медиа-инсталляции в публичных галереях и управляемых художниками центрах в Канаде, США и Мексике, но со временем перешла от традиционной практики к нетрадиционной. В 1999 году она сделала инсталляцию для своей персональной выставки Adrift в галерее Open Space в Виктории, которая отправилась в Художественную галерею Ричмонда в Ричмонде, Британская Колумбия. Выставка рассказывала о ежедневных недомоганиях, в случае Кенкер, синдроме хронической усталости и иммунной дисфункции.
В 2002 году Кенкер начала учиться рисовать, вышивая рисунки и гравюры старых мастеров (продолжает до сих пор). В 2003 году она заинтересовалась мексиканскими сельскохозяйственными рабочими в Оканагане и начала работу над проектом, на реализацию которого ушло три года и в котором участвовало 84 добровольца, Las Desaparecidas («Пропавшие без вести»), показанном в 2006 году в Мексике, США и Канаде. Она разработала выставку с помощью жителей города Тапальпа, штат Халиско, Мексика, которые участвовали в создании длинного текстильного изделия с вышитыми отпечатками пальцев. Вместе с цифровыми фотографиями этих участников и именами или фотографиями жертв это было данью уважения сотням пропавших без вести и убитых женщин и девочек в Сьюдад-Хуаресе и городе Чиуауа — в основном это были бедные фабричные рабочие, работавшие на производственных предприятиях, преимущественно принадлежащих США, вдоль границы.
В 2016 году Кенкер завершила персональную выставку в Художественной галерее Келоуна о мексиканских сельскохозяйственных рабочих-мигрантах, занятых работами в фруктовых садах и виноградниках долины Оканаган, под названием «Дебора Кенкер: Виноград и лепёшки» (слова «Виноград и лепёшки» взяты из стихотворения Лоуренса Ферлингетти). С помощью выставки Кенкер надеялась дать зрителям некоторое представление о культуре Мексики, включая её темную сторону. Выставка была данью уважения сельхозработникам, их жизни, убеждениям и тому, что для них важно. Помимо фотопортретов 160 мужчин и женщин, Кенкер добавила другие элементы к общей инсталляции. Крупнейшие из них относятся к мексиканским святыням. Также было факсимиле мексиканской кухни и храм Девы Марии Гваделупской с музыкальным сопровождением. В 2016 году она также провела резиденцию/выставку для Клондайкского института искусства и культуры в Доусон-Сити, Юкон, в рамках совместного проекта с Карен Казмер, также известной как Volcano Collective.

## Публичные коллекции
Работы Кенкер включены во многие публичные коллекции, например, в Художественную галерею Большой Виктории.

## Кураторская работа
Практика Кенкер также включает кураторские проекты, каталожные эссе и обзоры, такие как выставка, которую она курировала, «Лицом к лицу» Ванды Куп в 2009-2010 годах в Художественной галерее Ричмонда, Ричмонд, Британская Колумбия. В 2016 году она оставила свою должность доцента изобразительных искусств в Университете Эмили Карр в Ванкувере, чтобы сосредоточиться на своей художественной практике.